# Мексички крокодил
Мексички крокодил или морелејев крокодил (лат. Crocodylus moreletii) је гмизавац из реда Crocodylia и фамилије Crocodylidae. 

## Угроженост
Ова врста је крајње угрожена и у великој опасности од изумирања.

## Распрострањење
Ареал врсте је ограничен на мањи број држава. 
Врста је присутна у Белизеу, Мексику и Гватемали.

## Станиште
Станиште врсте су слатководна подручја.